# Distrikt Humay
Der Distrikt Humay liegt in der Provinz Pisco in der Region Ica im Südwesten von Peru. Der am 25. Juni 1855 gegründete Distrikt hat eine Fläche von 1112,96 km². Beim Zensus 2017 lebten 5408 Einwohner im Distrikt. Im Jahr 1993 lag die Einwohnerzahl bei 2041, im Jahr 2007 bei 1758. Die Distriktverwaltung befindet sich in der 430 m hoch gelegenen Ortschaft Humay mit 769 Einwohnern (Stand 2017). Humay liegt knapp 35 km östlich der Provinzhauptstadt Pisco am Nordufer des Flusses Río Pisco. 6,5 km östlich von Humay liegt die Ruinenstadt Tambo Colorado.

## Geographische Lage
Der Distrikt Humay befindet sich im zentralen Osten der Provinz Pisco. Er reicht von der Küstenebene im Westen bis zur peruanischen Westkordillere im Osten. Der Fluss Río Pisco durchfließt den Distrikt in westlicher Richtung. 
Der Distrikt Humay grenzt im Westen an die Distrikte San Andrés und Túpac Amaru Inca, im Nordwesten an die Distrikte San Clemente und Independencia, im Norden an den Distrikt El Carmen, im Nordosten an den Distrikt Huancano, im Südosten an den Distrikt San José de los Molinos (Provinz Ica) sowie im Süden an den Distrikt Salas (ebenfalls in der Provinz Ica).